# Яхрома
Я́хрома — город (с 1940) в Дмитровском городском округе Московской области России. Населённый пункт воинской доблести. Население города — 13 618 чел. (2024).
Город разделён на бывшие фабричный и станционный посёлки каналом имени Москвы. Единственным связующим звеном между ними служит мост, расположенный в отдалении от жилых кварталов.

## Расположение
Располагается на склонах Клинско-Дмитровской гряды, разделённой долиной реки Яхромы. Рядом проходит трасса А104 и Савёловская железная дорога, на которой находится станция Яхрома. 
Город находится в 55 км к северу от Москвы на реке Яхроме. На канале имени Москвы располагается шлюз № 3 и грузовой порт.

## Этимология
Название «Яхрома» происходит от названия одноимённой реки. Гидроним Яхрома переводится с вымершего мерянского языка как «озёрная земля» (ср. фин. järvi «озеро» фин. maa «земля»). Топонимия с основой яхр- (Яхробол, Яхра, Яхренга, Яхрянка) является характерной для исторических мерянских земель, к которым относится и восток Тверской области, где протекает одноимённая река.
Существуют анекдотические версии о происхождении названия, принадлежащие к числу топонимических легенд: «наименование реки Яхромы, на которой расположен Дмитров, объясняли таким образом: великая княгиня, приезжавшая на место города Дмитрова с князем Всеволодом, будто бы оступилась, вылезая из повозки, и закричала: „Я хрома“».

## История

### Деревня Суровцово

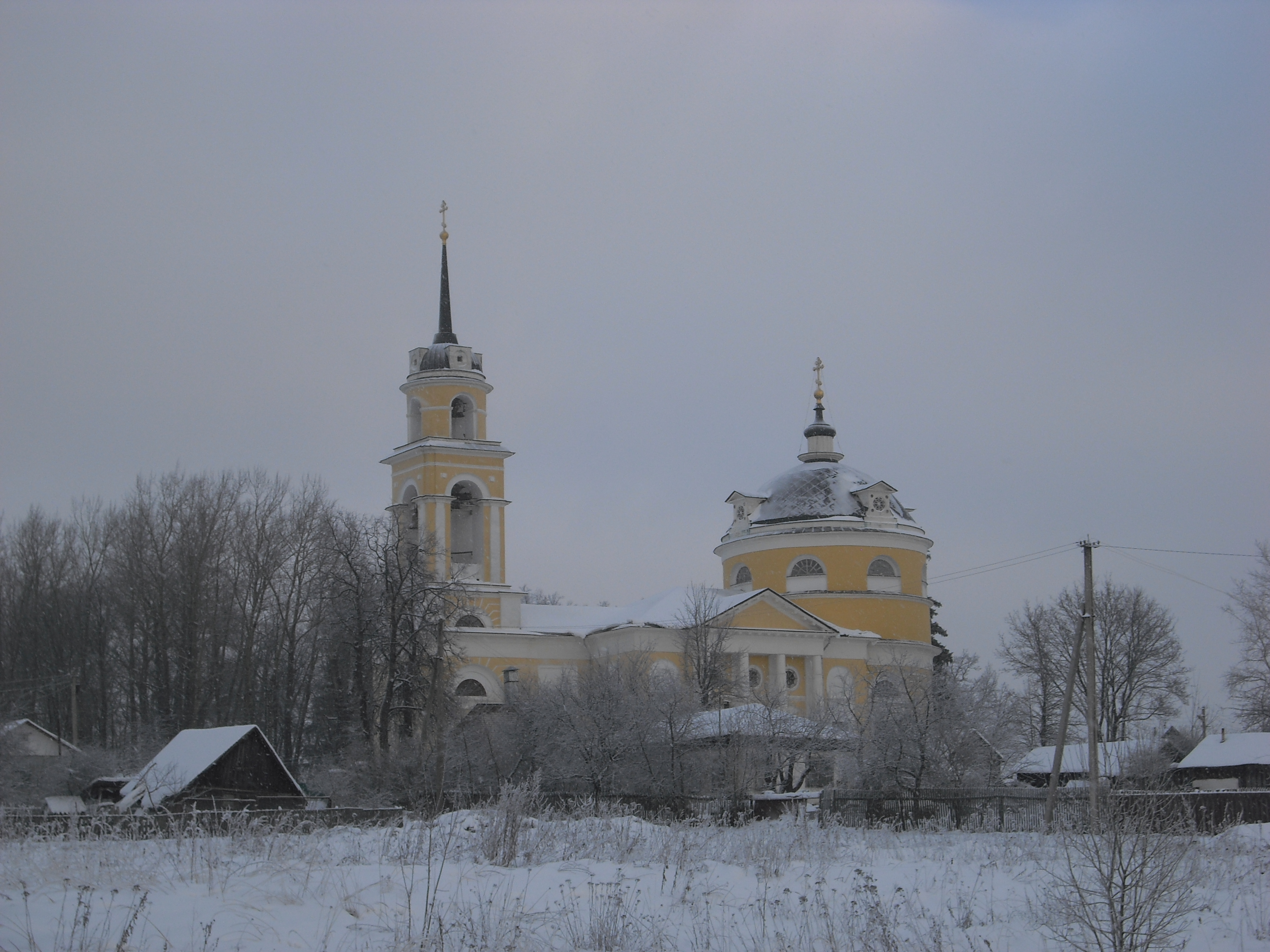
Покровская церковь в селе Андреевское, неподалёку от Яхромы

Изначально на месте будущего посёлка на реке Яхрома располагалась деревня Суровцова Дмитровского уезда и относилась к Каменскому стану (стан назван по реке Каменке).
Сейчас на месте бывшей деревни располагается улица Суровцовский проезд.
Андреевская вотчина, куда потом входила и деревня Суровцово вместе с другими селениями, с начала XVII по конец XVIII века принадлежала Салтыковым. Михаил Салтыков, первый владелец дворцового села Андреевское, приобщился к государственной власти с приходом к власти Романовых, как родственник матери царя Михаила Романова. Но лишается всех владений и отбывает наказание с братом и матерью за клевету на наречённую невесту царя. Но уже в 1633 году выходит из опалы, и в 1641 году вместе с братом Борисом становятся боярами.
В 1751 году в Андреевскую вотчину вошли: село Андреевское на речке Каменке и пруде, Суровцево, Подолино, Починки, Ковшино, Вороново, Астрецово, Яковлево, Усково, Елизаветино.
В 1751 году в деревне Суровцово в 17 дворах проживало 151 человек. В 1851 году в 16 дворах проживало 109 человек.

### Посёлок суконной мануфактуры
В 1841 году помещик Пономарёв при деревне Суровцево основывает Андреевскую суконную мануфактуру, выпускающую ковры и армейское сукно. Позднее при ней вырастает посёлок. Пономарёв продаёт фабрику купцу Кувшинникову, от него предприятие перешло Железнову. Таким образом, сменив несколько хозяев, фабрика попадает в собственность Н. И. Каулина, организовавшего бумаготкацкое производство.
Фабричные здания были заложены в 1840-х годах на левом берегу Яхромы между деревнями Починки и Суровцево Дмитровского уезда. На начало XIX века фабрика со своим производственными и жилыми зданиями для постоянно проживающих рабочих представляла собой самостоятельный населённый пункт. На 1861 год на фабрике работали уже более 1000 человек.
В 1858 году фабрику приобретает Иван Артемьевич Лямин, при котором предприятие и посёлок при ней достигают наивысшего расцвета. Расширяется производство: возникают новые цеха, закупаются паровые машины. Увеличивается ассортимент выпускаемой продукции из хлопка: бязь, молескин, миткаль.
В посёлке он строит детский сад, школу и ремесленное училище. Возводит больницу, являющейся образцом для всей Московской губернии.
И. А. Лямин переименовывает фабрику в «Покровскую мануфактуру», названную по Покровской церкви в прилегающем селе Андреевском.
В деревне Суровцово в 1878 году в 32 дворах (из них 3 двора без земли и  1 двор без занятия сельским хозяйством) проживало 153 человека. Постепенно идёт увеличение числа жителей, добывающих пропитание не сельским хозяйством. Так в 1898 году в Суровцово проживало 160 человек в 26 дворах, причём дворов с землёй было лишь 19.
От Дмитровского тракта (Дмитров — Москва), проходящего через деревню Сёмешки, через гать (болото) и реку Яхрому к складам Покровской мануфактуры прокладывают дорогу и каменный мост. Вдоль дороги вырастает деревня торговцев и кулаков Малые Семёшки (Сергеевка).

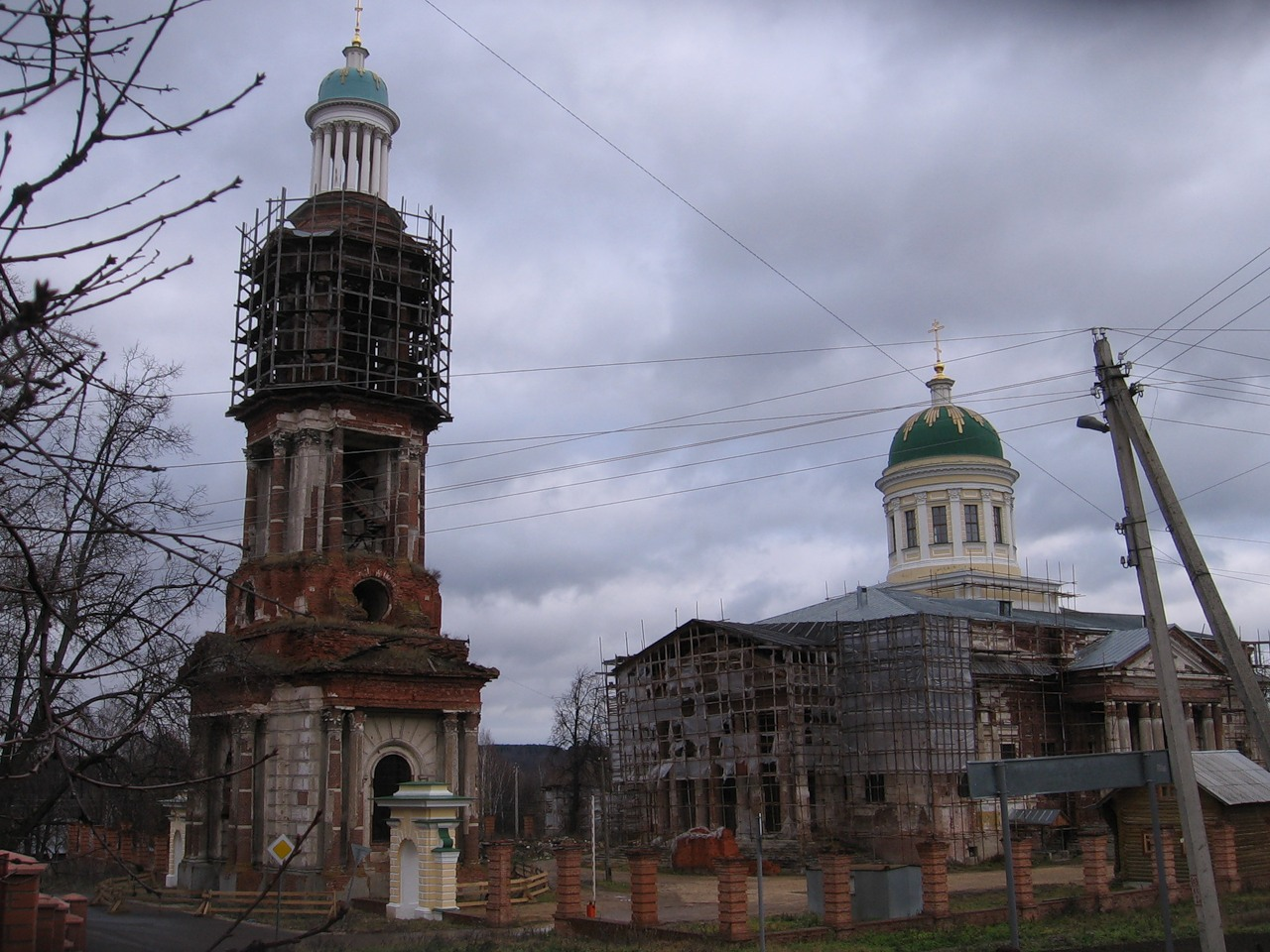
Троицкий собор с колокольней. 2010 г.

5 июля 1892 года в день 470-летия обретения мощей Сергия Радонежского (возле деревни Леоново) состоялась торжественная закладка Троицкого собора владельцем Покровской мануфактуры И. А. Ляминым и его супругой. Архитектором и руководителем строительства выступил С. К. Родионов. 17 сентября 1895 года храм был освящён.
В 1901 году возле деревни Семешки была открыта железнодорожная станция Яхрома Савёловской железной дороги. От железнодорожной станции была проведена узкоколейная ветка к складам Покровской мануфактуры.

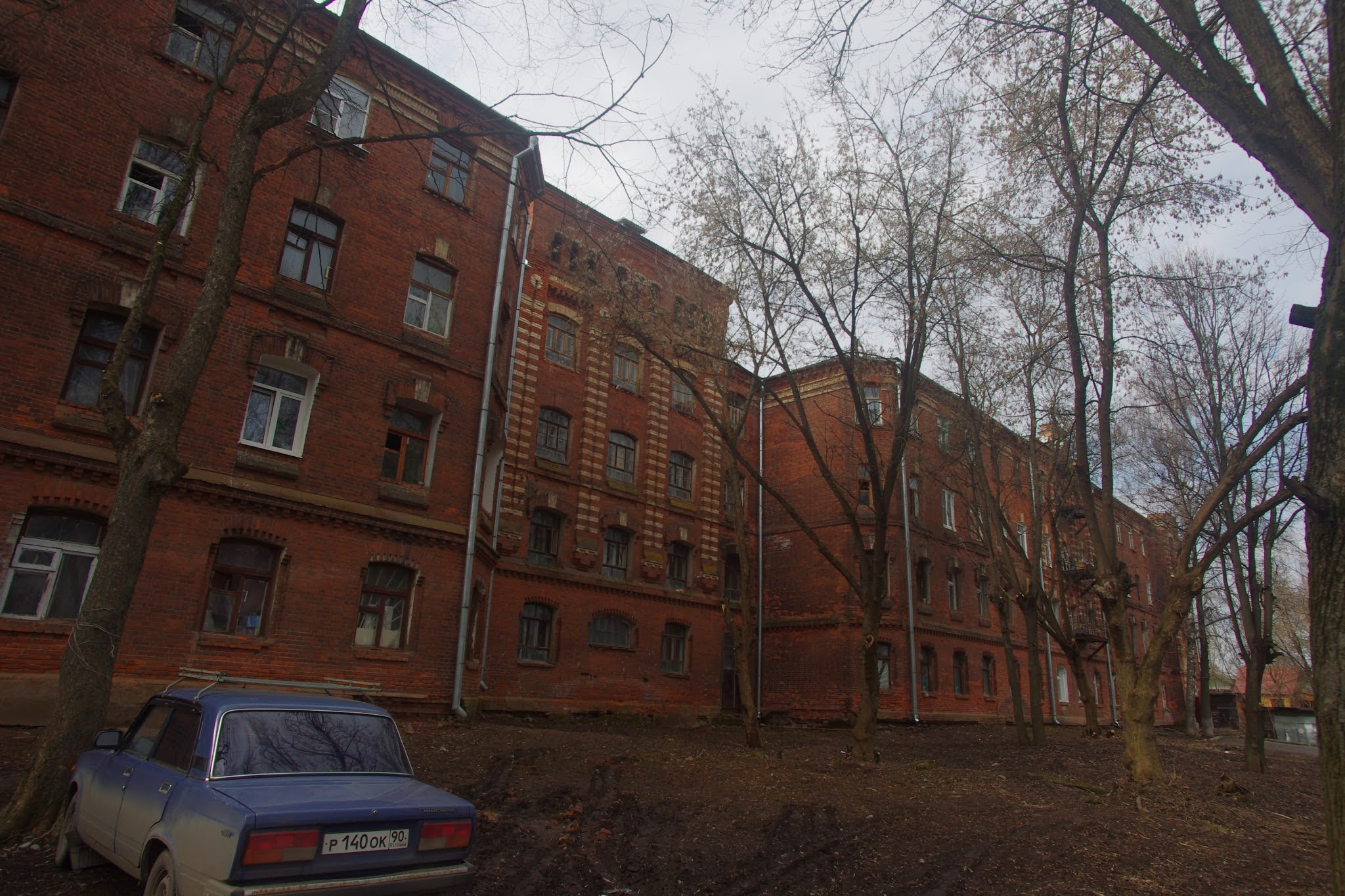
Бывшие жилые казармы Покровской мануфактуры

Жилой фонд мануфактуры на начало XX века состоял из казарм: Водяной, Леоновской, Большой, Слесарской, Южной, Подмастерской, Клин (не сохранилась) и Всемирной (не сохранилась). Также при фабрике находились бараки для подёнщиков, строителей и имелась система квартирных домов: красных, хозяйский, для мастеров и др..
В 1911 году С. И. Лямин (сын И. А. Лямина, умершего в 1894 году) продаёт фабрику Прохорову, владельцу «Товарищества Прохоровской мануфактуры». В 1918 году предприятие было национализировано, далее оно получает название Яхромская прядильно-ткацкая фабрика.
На 1917 год фабричная больница имела штатных 70 коек и родильное отделение на 5 коек. В фабричной церковно-приходской школе, открытой в 1899 году в старом здании ткацкого корпуса, на 1916/1917 год числилось 427 учеников обоего пола и 12 человек учительского состава.
Поселения вошедшие в посёлок Яхрому, перед отменой крепостного права в 1861 году, состояли из 2-х групп: помещичьи (Суровцево, Починки, Подолино, Ковшино, Андреевское и Перемилово Ольговской волости) и государственные экономические, бывшие церковные (Леоново и Семёшки Ильинской волости, принадлежащие ранее Кирилло-Белозерскому монастырю).

### Посёлок Яхрома
После революции 1917 года создание Яхромской волости. Центром волости становится посёлок Малые Семешки, с 1926 года — Суровцево.
Образование Суровцевского сельсовета.
21 мая 1928 года постановлением ВЦИК был образован посёлок Яхрома при Яхромской фабрике Дмитровского уезда Московской губернии.  Название «Яхрома» было дано по железнодорожной станции, находящейся по другой стороне канала. Учитывая, что станция получила название по протекающей рядом реке, можно сказать, что город получил название по Яхроме, протекающей через город.
В 1928 году создание Яхромского хлебокомбината.
Яхромская хлопчато-бумажная прядильно-ткацкая фабрика за 1928-29 год выпустила 13,1 тонн продукции, потратив 58,9 тысяч тонн сырья (включая топливо). В 1931 году на фабрике было 2140 ткацких станков и почти 85 тысяч веретён, работало примерно 5 тысяч человек. Выпущено было 4 тысячи тонн пряжи и 40 тысяч метров тканей. В 1926 году в посёлке Яхрома проживало 8345 жителей.
На базе фабричного клуба и фабричных футбольных команд образование Яхромского Дома культуры и Яхромского стадиона.
В 1929 году расформирование Дмитровского уезда, упразднение Яхромской волости. Посёлок входит в состав созданного Дмитровского района. Суровцевский сельсовет был упразднён.
14 июля 1930 года постановлением ВЦИК в посёлок Яхрома включены следующие населённые пункты: село Андреевское, село Перемилово, деревни Большие и Малые Семешки, Ковшино, Леоново, Подолино и Починок. Были упразднены Семешкинский, Починковский и Перемиловский сельсоветы.

### Строительство канала Москва—Волга

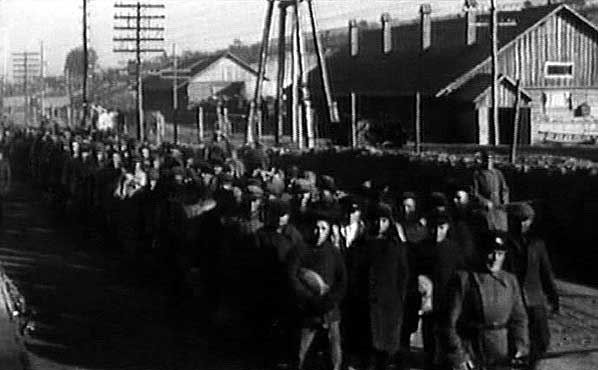
Заключённые на строительстве канала

C 1932 по 1937 годы в этих местах был участок строительства канала Москва—Волга. Создание Управления Москва-Волгострой и Дмитлага ОГПУ(с 1934 г. — НКВД). Управление стройкой находилось в Борисоглебском монастыре близлежащего города Дмитрова. Стройку вели заключённые, располагающиеся в лагерях по всей длине канала.
Сентябрь 1934 года отмечен завершением работ на 1-м опытном километре канала между Дмитровом и Яхромой. 17 апреля 1937 года состоялось заполнение водой всей трассы канала Москва-Волга. 15 июля — открытие первой постоянной навигации по каналу. Канал Москва-Волга был построен за 4 года 8 месяцев.
Численность трудовой армии Дмитлага составляла 700 тысяч заключенных каналоармейцев.
Канал перерезал реку Яхрома пополам, образовав Яхромское водохранилище между шлюзами № 3 и № 4 Яхромского района гидротехнических сооружений (РГС), русло Яхромы перенесли немного западней. Теперь вода из верховий Яхромы попадает в канал, лишь периодически сбрасывается через водосброс № 51 в старое русло реки.
В зону города попал шлюз № 3 Яхромского района гидросооружений канала имени Москвы (управление находится в посёлке Деденево). Скульптуры каравелл, установленные на зданиях шлюза, стали своеобразным символом не только канала, но и города Яхромы. Строительство канала и его гидросооружений послужило толчком для индустриализации в посёлке и Дмитровском районе.
31 января 1938 года Управление эксплуатации канала Москва — Волга было передано в подчинение Наркомвода, а Дмитлаг был реорганизован в Отдельный Дмитровский район ГУЛАГа. Бывшая инфраструктура Яхромского РГС Дмитлага вошла в Яхромский участок района. В том же году он был преобразован в ИТЛ Дмитровского механического завода, просуществовавший до 1940 года.

### Город Яхрома. Великая Отечественная война

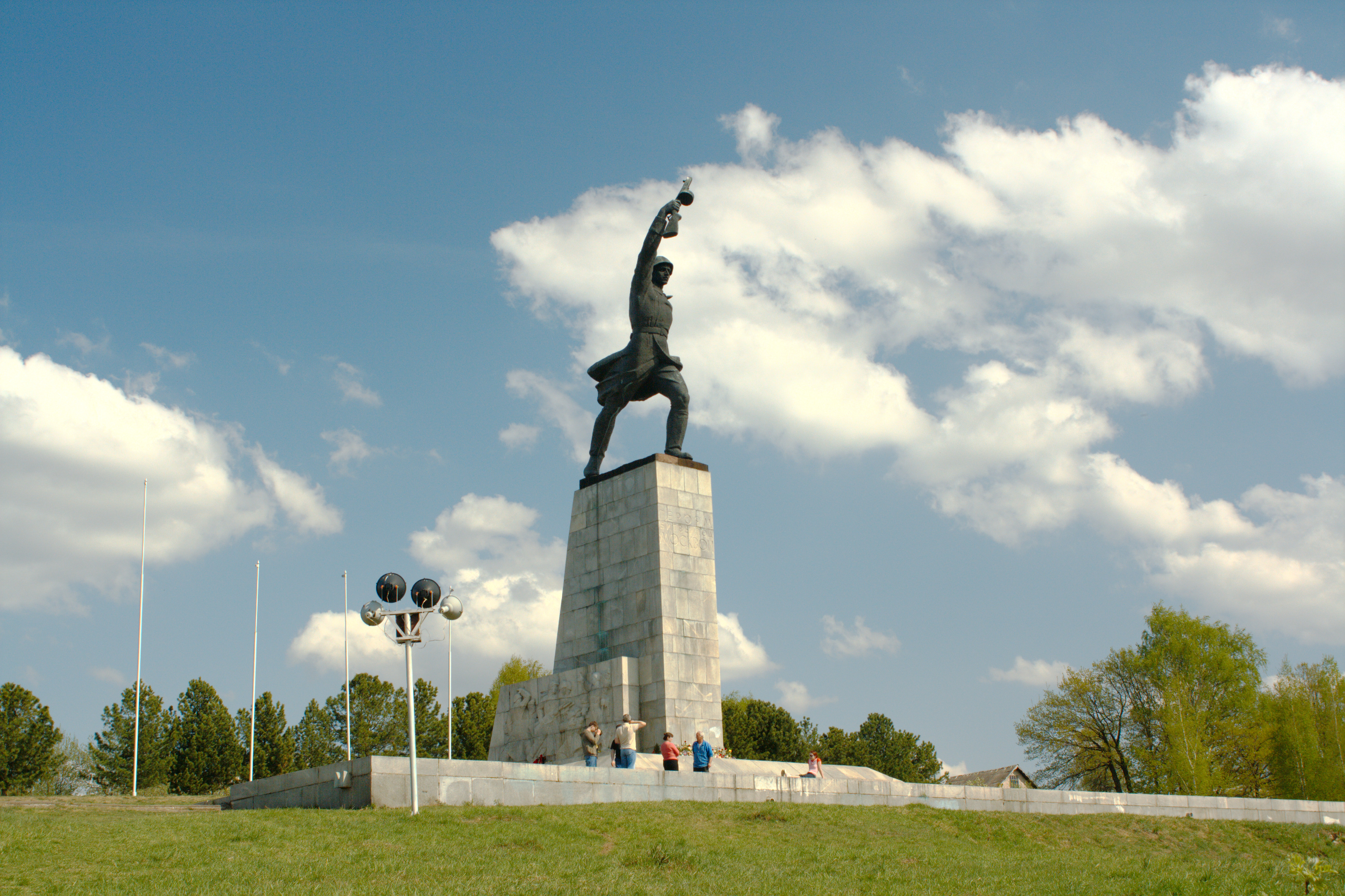
Монумент на Перемиловской высоте

Постановлением Мособлисполкома № 1887 от 21 августа 1940 года рабочий посёлок Яхрома получает статус города районного подчинения. Данное решение было утверждено указом Верховного совета РСФСР от 7 октября 1940 года.
При подступлении войны к городу были сформированы народные батальоны и истребительный, который участвовал в том числе боях за Яхрому. После освобождения города батальон влился в регулярную армию.
В ночь с 27 на 28 ноября 1941 года Яхрома была захвачена, немцы перешли канал имени Москвы. Были также захвачены: Красный посёлок, южная часть села Перемилово. Но в ходе боёв, в том числе на Перемиловской высоте, уже 7 декабря освобождена силами 1-й ударной армии, под командованием генерала В. И. Кузнецова.
Во время войны в подвале Троицкого храма хирургом П. З. Коняровым был организован подпольный госпиталь для раненых советских бойцов и жителей города. В честь его подвига одна из улиц города получила название Конярова.
Перемиловская высота была ключевым пунктом обороны Москвы на севере, с которого началось победоносное шествие Красной армии.
Также в боях участвовали моряки Тихоокеанского флота в боях за село Языково, которую отбили у противника. Яхрома была первым городом в Подмосковье, освобождённым от захватчиков.
Именем генерала Кузнецова названа площадь в городе.
В 1957 году основан Авторемонтный завод, который потом был преобразован в Яхромский автобусный завод.
В 1960—1970-х годах застройка западного склона реки (канала) пятиэтажными домами. Формирование основной территории города от Яхромской прядильно-ткацкой фабрики основной улицы города — Ленина и многоэтажного микрорайона Левобережье. Восточная часть города (микрорайон Семёшки) за каналом возле железнодорожной станции Яхромы формируется как частный сектор из села Перемилово, деревни Семёшки и посёлка Малые Семёшки (Красный посёлок), вошедших в черту города.
Идёт формирование районов города: многоэтажная застройка, общественное пространство, частный сектор и промзоны.
В 1975 году в городе открылся центр ВАЗа по обслуживанию и ремонту автомобилей. Сейчас это отделение «Яхрома-Лада».

### Новейшая история
В 1990-х годах закрывается Яхромская прядильно-ткацкая фабрика в связи с новой экономической политикой в стране.
В 1997 году строится первый горнолыжный курорт «Волен» в городе на склонах Клинско-Дмитровской гряды, затем в 2000-х годах появляются горнолыжный парк «Яхрома» и другие. Яхрома становится зимним горнолыжным центром Московской области.
В 2003—2005 годах строительство фирмой Мостоотряд-90 рядом нового Яхромского моста через канал имени Москвы с демонтажом старого.
В 2000—2010-е годы в Яхроме наблюдается расцвет коттеджно-дачного строительства.
В июне 2012 года в Яхроме был торжественно открыт плавательный бассейн «Кашалот».
17 января 2017 года в Яхроме располагается Яхромское благочиние, выделенное из Дмитровского благочиния. Центр — Троицкий собор.
1 мая 2020 года городу присвоено почётное звание Московской области «Населённый пункт воинской доблести».

## Население
| 1926    | 1931    | 1939    | 1959    | 1967    | 1970    | 1979    | 1989    |
| ------- | ------- | ------- | ------- | ------- | ------- | ------- | ------- |
| 8300    | ↗11 100 | ↗14 896 | ↗16 263 | ↗17 000 | ↗17 210 | ↘16 714 | ↗17 499 |
| 1992    | 1996    | 1998    | 2002    | 2003    | 2005    | 2006    | 2007    |
| ↘17 300 | ↘16 800 | ↘16 600 | ↘13 361 | ↗13 400 | ↘13 200 | ↘13 100 | ↘13 000 |
| 2009    | 2010    | 2011    | 2012    | 2013    | 2014    | 2015    | 2016    |
| ↗13 099 | ↗13 214 | ↘13 200 | ↗13 349 | ↗13 517 | ↗13 554 | ↗13 768 | ↗14 004 |
| 2017    | 2018    | 2019    | 2020    | 2021    | 2023    | 2024    |         |
| ↗14 245 | ↗14 275 | ↗14 297 | ↘14 056 | ↘14 011 | ↘13 764 | ↘13 618 |         |

На 1 января 2025 года по численности населения город находился на 810-м месте из 1124 городов Российской Федерации.

## Экономика
Крупнейший центр горнолыжного спорта в Московской области. На окраинах города располагаются территории спортивно-развлекательных парков: «Яхрома», «Волен». Также вблизи города парки: «Степаново» и «Сорочаны» и «Горнолыжный клуб Леонида Тягачёва».
В городе действуют производственные предприятия:
- ЗАО «Яхромский хлебокомбинат»
- ООО «Дмитровский завод строительных лесов»
- ООО «ФЭС ПРОДУКТ» (MacCoffee)
- ООО «Яхромская бумажная фабрика»
- ООО «ПО „Картонно-тарный комбинат“»
- ООО «Сант»
- ООО «Крита»
- АО «Яхрома-Лада»
- Шлюз № 3 Яхромского района гидросооружений ФГУП «Канал имени Москвы» (управление в посёлке Деденево)

## Здравоохранение
- Яхромская городская больница
- Областная психиатрическая больница № 9[49]

## Учреждения культуры и образования
- Центр культурного развития «Яхромский»[50]
- Яхромская библиотека № 1
- Яхромская библиотека № 3
- Яхромская СОШ № 1
- Яхромская СОШ № 2

## Достопримечательности
- Троицкий собор в центре города построен по проекту С. К. Родионова в 1892—1895 на средства фабриканта И. А. Лямина. В 1908 по проекту архитектора С. Б. Залесского рядом была сооружена четырёхъярусная колокольня. Оба здания по художественным формам близки к эпохе классицизма.
- Городской парк имени И. А. Лямина
- Покровская церковь в селе Андреевском выстроена по проекту Франческо Кампорези в 1821 году.
- Вознесенская церковь была построена в селе Перемилово, по проекту Франческо Кампорези в 1792 г. В ней оригинальным образом сочетаются черты классицизма и псевдоготики. В годы Великой Отечественной войны под куполом церкви была оборудована огневая точка.
- Дворец культуры (центр культурного развития «Яхромский»). Выполнен в классическом стиле, центральный фронтон с 4-мя колоннами.
- Памятник советскому воину на Перемиловской высоте (скульпторы В. Фёдоров, А. Постол, В. Глебов, Н. Любимов, архитекторы Ю. Кривущенко, А. Каминский, И. Степанов, открыт в декабре 1966).
- Шлюз № 3 на канале имени Москвы (архитектор В. Мовчан)[51]. Во время боев 1941 года здания управления шлюзом с декоративными каравеллами были разрушены, однако впоследствии восстановлены.

## Галерея

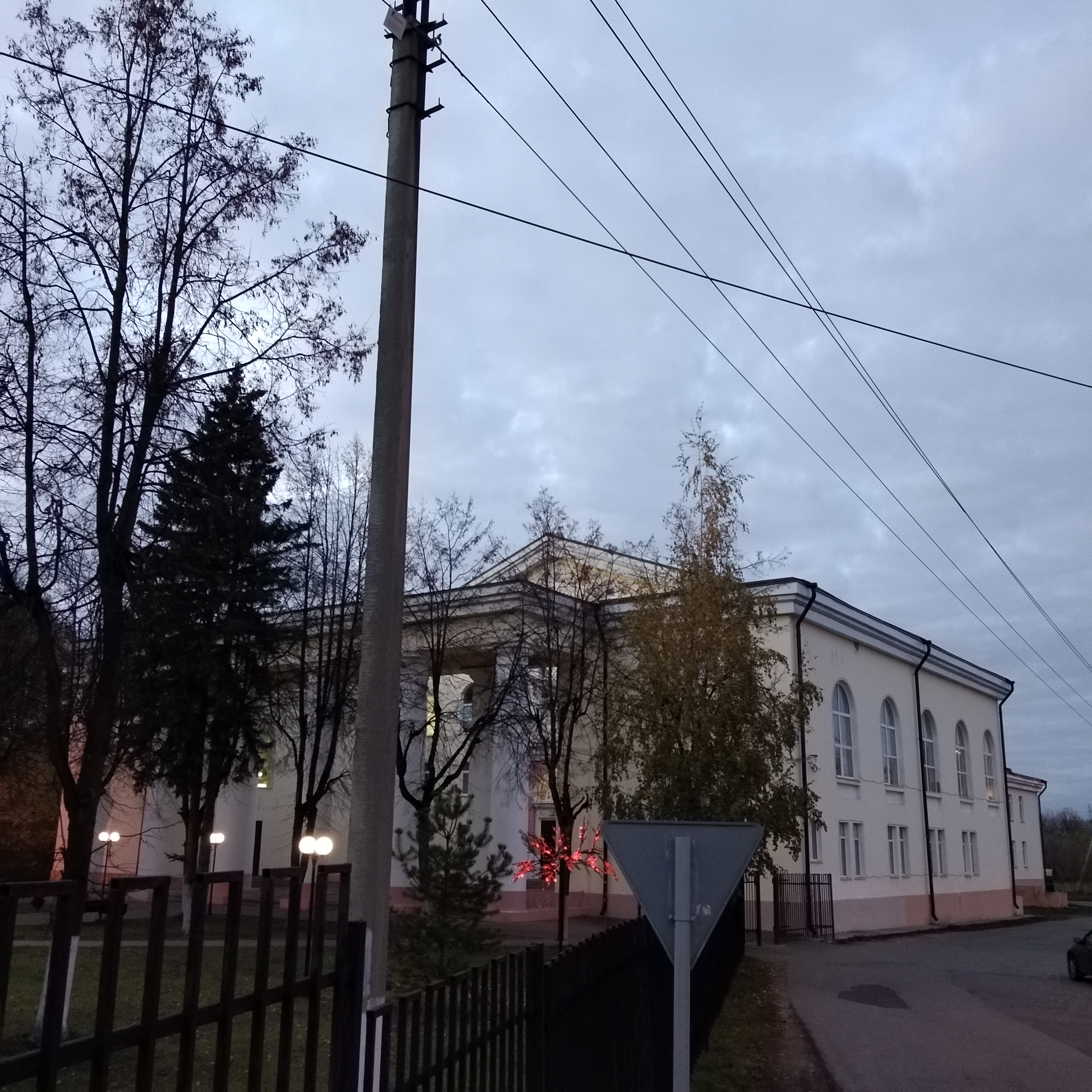
Дворец культуры «Яхромский»
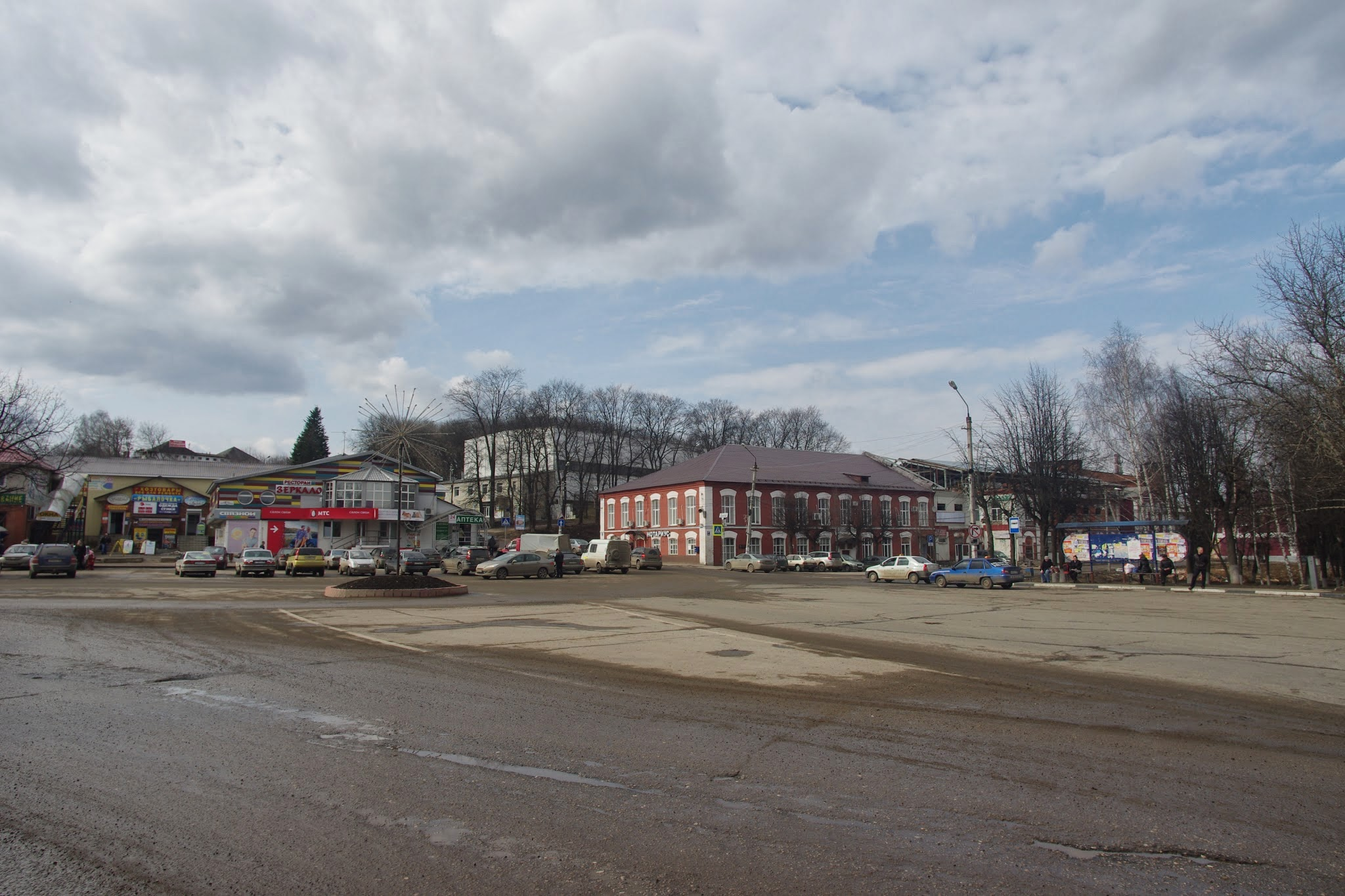
Площадь генерала Кузнецова
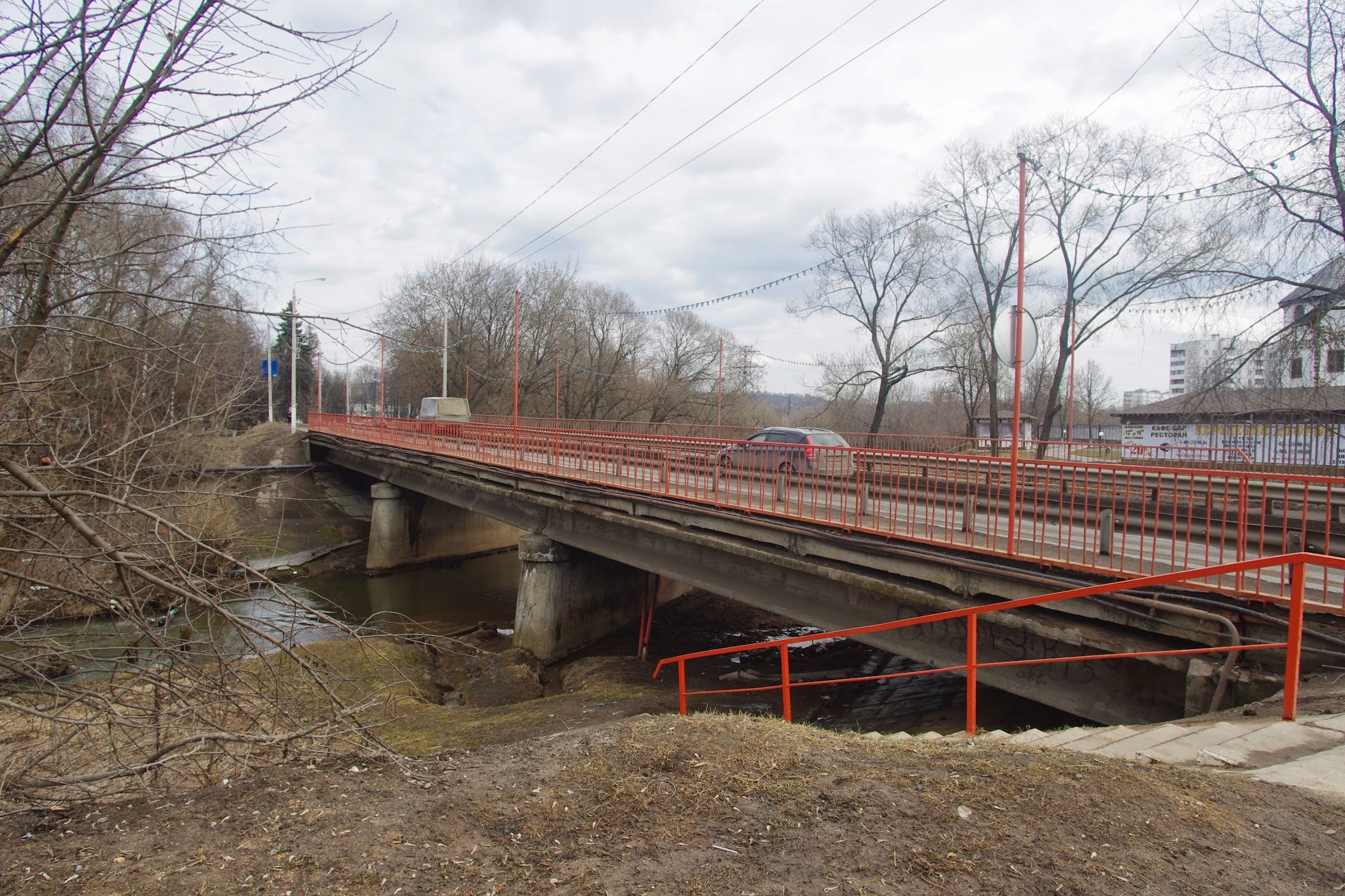
Мост через реку Яхрому
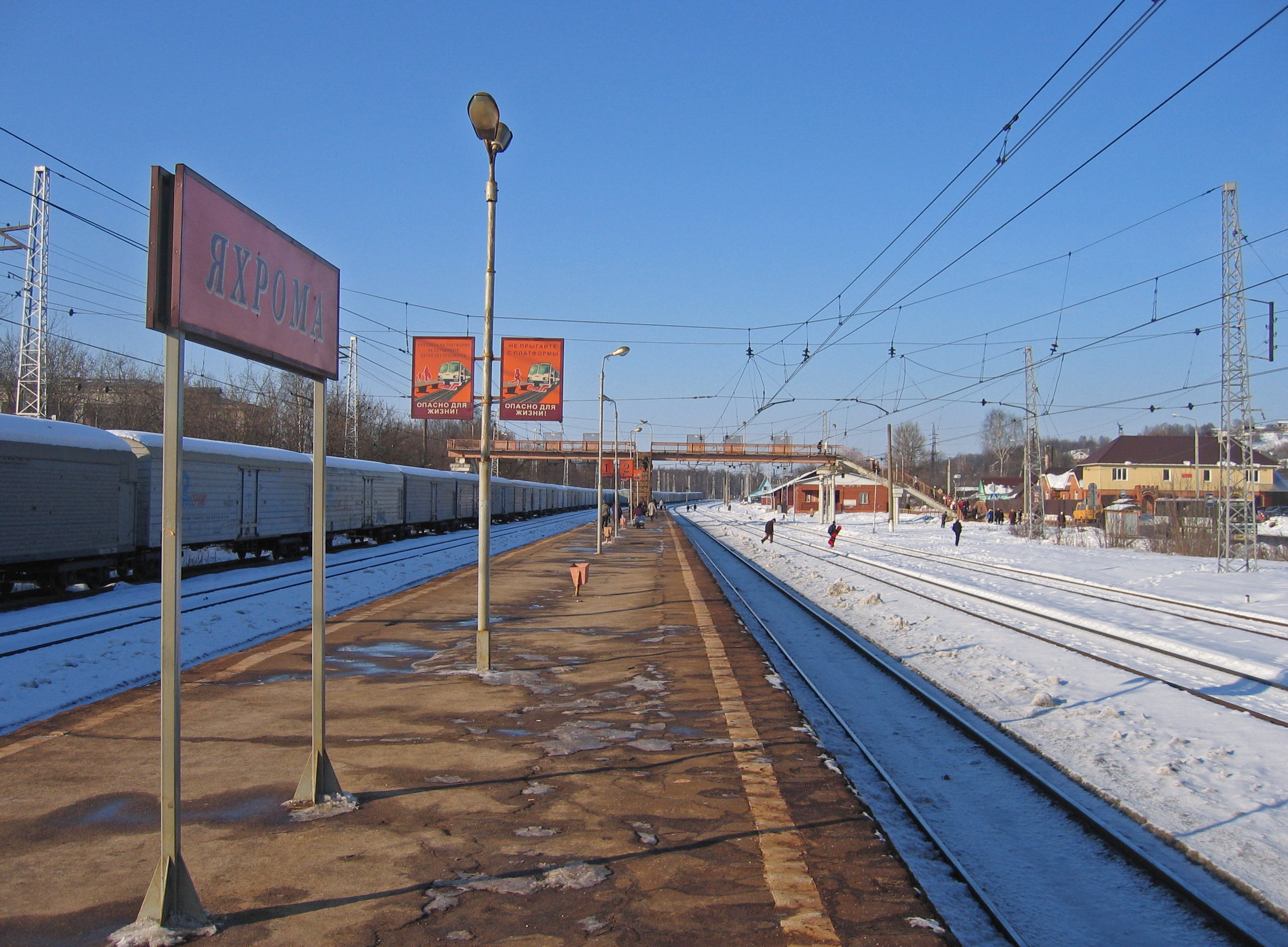
Железнодорожная станция Яхрома
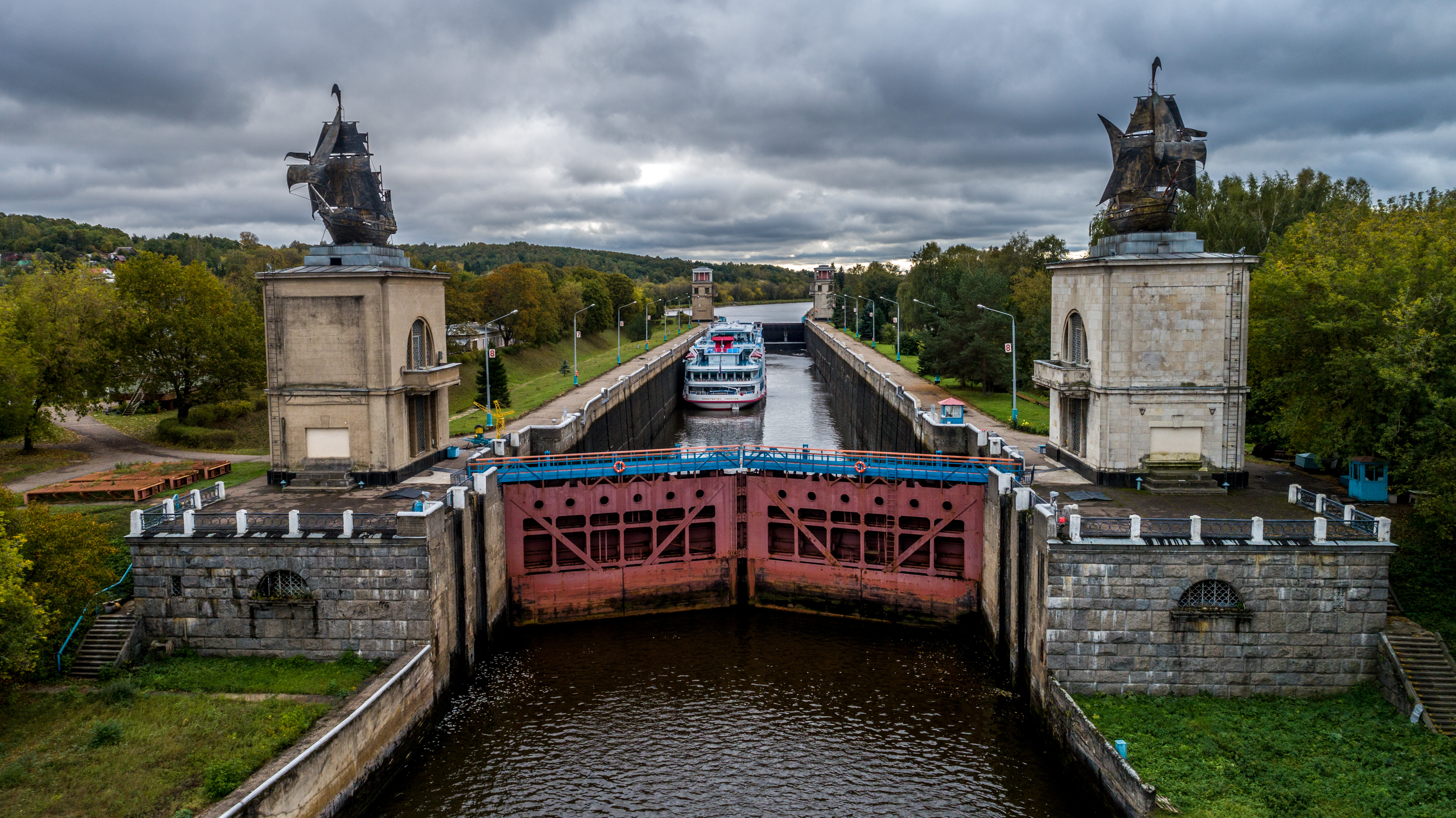
Каравеллы на башнях шлюза № 3 канала имени Москвы
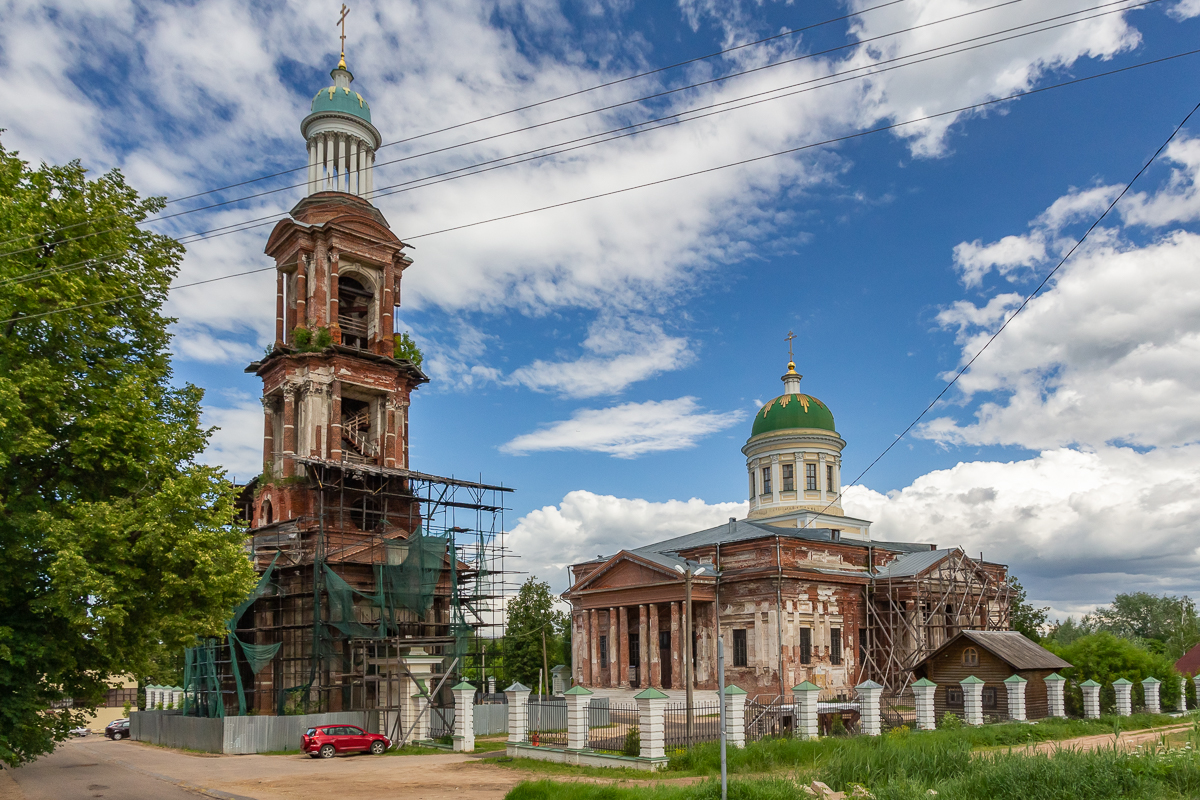
Собор Троицы Живоначальной